# Kupp
Kupp, polnisch Kup, ist eine Ortschaft in Oberschlesien. Kupp liegt in der Gemeinde Groß Döbern im Powiat Opolski in der polnischen Woiwodschaft Oppeln.

## Geografie

### Geografische Lage
Kupp liegt vier Kilometer nördlich vom Gemeindesitz Groß Döbern (Dobrzeń Wielki) und 16 Kilometer nördlich von der Kreisstadt und Woiwodschaftshauptstadt Opole (Oppeln).
Kupp liegt südlich des Ortes Pokój (Bad Carlsruhe).

### Nachbarorte
Nachbarorte von Kupp sind im Nordwesten Kaniów (Hirschfelde), im Norden Ładza (Salzbrunn), im Nordosten Grabczok, im Osten Brinnitz, im Süden Finkenstein (Brzezie) und Groß Döbern und im Südwesten Chrosczütz (Chróścice).

## Geschichte

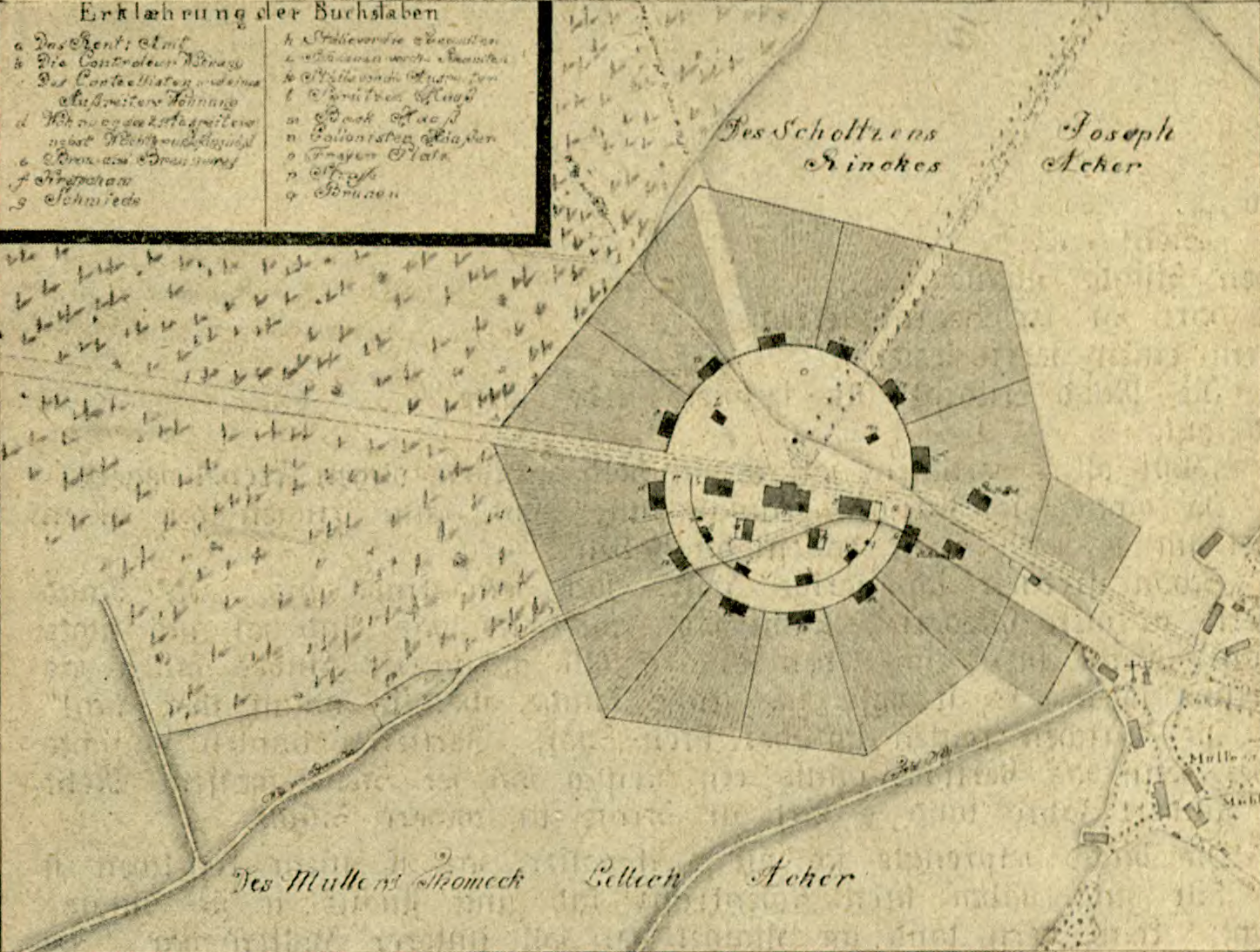
Plan der Kolonie Kupp, 1780

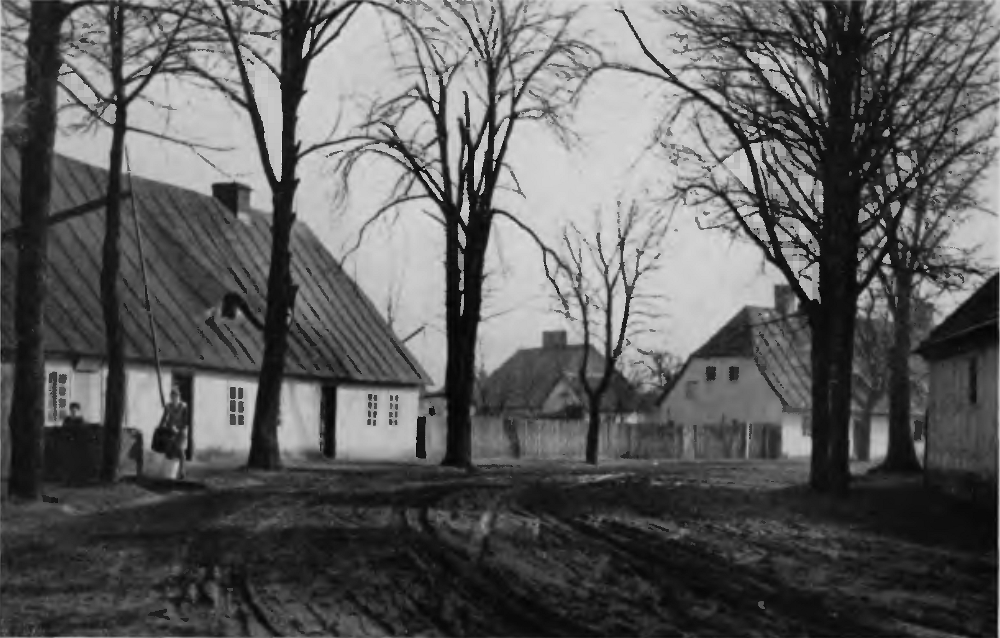
Die Rundstraße mit alten Kolonistenhäusern um 1930

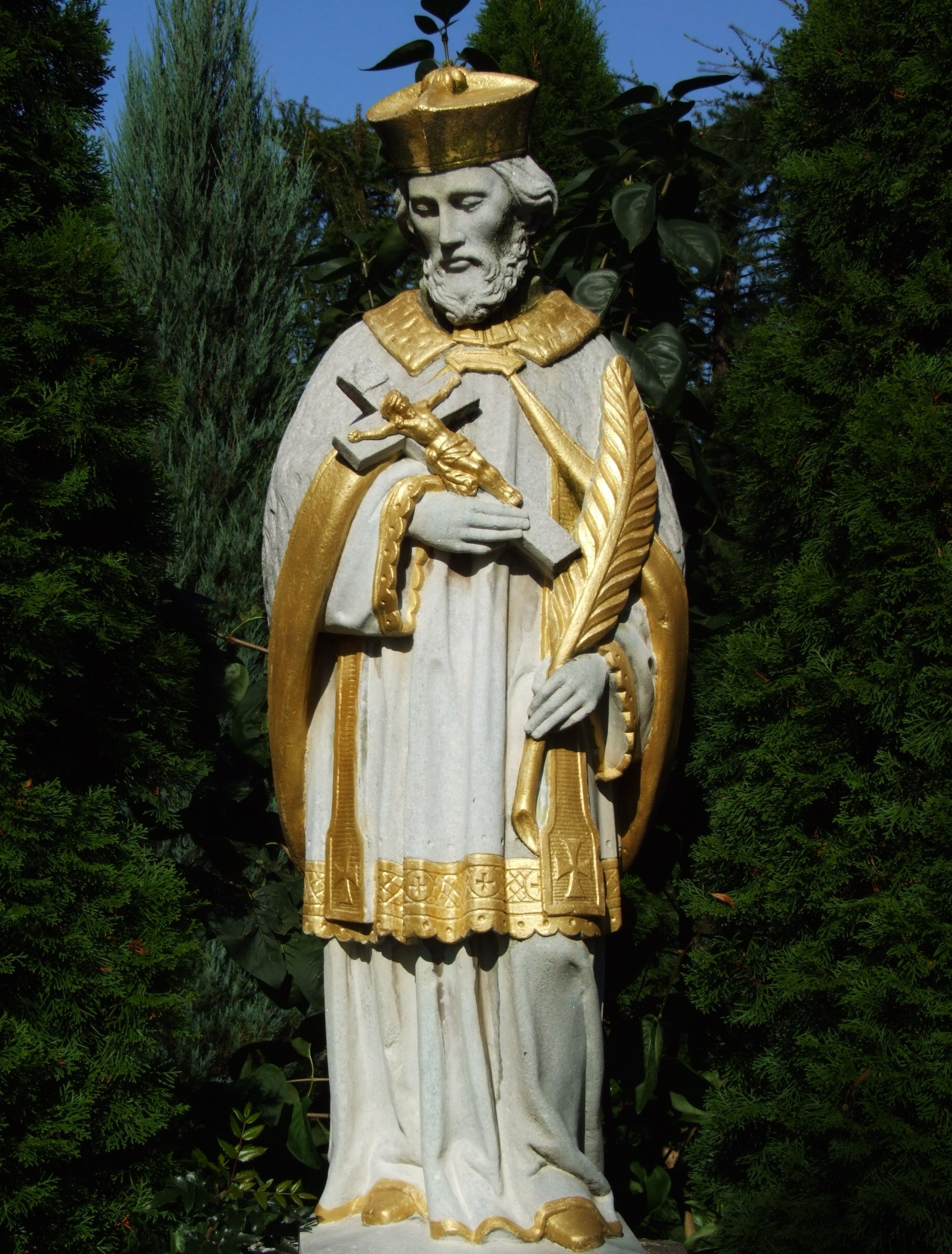
Nepomukstatue in Kupp

Kupp wurde 1780 als friderizianische Kolonie gegründet. Nördlich der Kolonie bestand bereits eine Ortschaft namens Kupp, die ab 1607 nach dem Bau einer Mühle durch Lorenz Slensagk entstand. Dieser Ort hieß ab 1780 Alt-Kupp, nachdem man der Kolonie den Namen Kupp gab.
Der Bau der neuen Kolonie wurde 1782 fertiggestellt und besiedelt. Sie entstand nach Plänen des Architekten Drenkhahn aus Brieg. 1787 lebten in der Kolonie 213 Einwohner.
Ende des 19. Jahrhunderts war Kupp der kleinste preußische Amtsgerichtsbezirk.
Bei der Volksabstimmung in Oberschlesien am 20. März 1921 stimmten 828 Wahlberechtigte für einen Verbleib bei Deutschland und 97 für Polen. Kupp verblieb, unabhängig vom Ergebnis, beim Deutschen Reich. 1933 lebten im Ort 1151 Einwohner. 1939 hatte der Ort 1252 Einwohner. Bis 1945 befand sich der Ort im Landkreis Oppeln.
1945 kam der bisher deutsche Ort unter polnische Verwaltung und wurde in Kup umbenannt und der Woiwodschaft Schlesien angeschlossen. Von 1945 bis 1954 war Kup Sitz der Gemeinde Kup. 1950 kam der Ort zur Woiwodschaft Oppeln. 1999 kam der Ort zum wiedergegründeten Powiat Opolski. Am 22. April 2009 wurde in der Gemeinde Groß Döbern, der Kupp angehört, Deutsch als zweite Amtssprache eingeführt und am 1. Dezember 2009 erhielt der Ort zusätzlich den amtlichen deutschen Ortsnamen Kupp.

## Architektur
Kupp wurde kreisförmig angelegt und weist somit eine Gemeinsamkeit mit dem nördlich gelegenen Pokój (Bad Carlsruhe) auf, das ebenfalls (zumindest innerhalb des Sterns) kreisförmig angelegt ist. Geometrisch angeordnete Ortschaften sind typisch für die Barockzeit.
Die eine Hälfte des Kreises innerhalb der ringförmigen Straße wurde als Platz gestaltet, von dem zwei strahlenförmige Straßen abzweigen. Die andere Hälfte wurde mit Häusern bebaut. Geteilt werden die zwei Hälften durch eine zentrale gerade Straße, die im Nordnordwesten auf die evangelische Kirche zugeht. Innerhalb der bebauten Hälfte befindet sich am Ausgangspunkt der strahlenförmigen Straßen das Rentamtsgebäude. Um den Ring wurden ursprünglich zwölf Häuser angeordnet, darunter acht Kolonistenhäuser, eine Brauerei, eine Schmiede, ein Gasthaus und ein Ausreiter-Haus.

## Sehenswürdigkeiten und Bauwerke

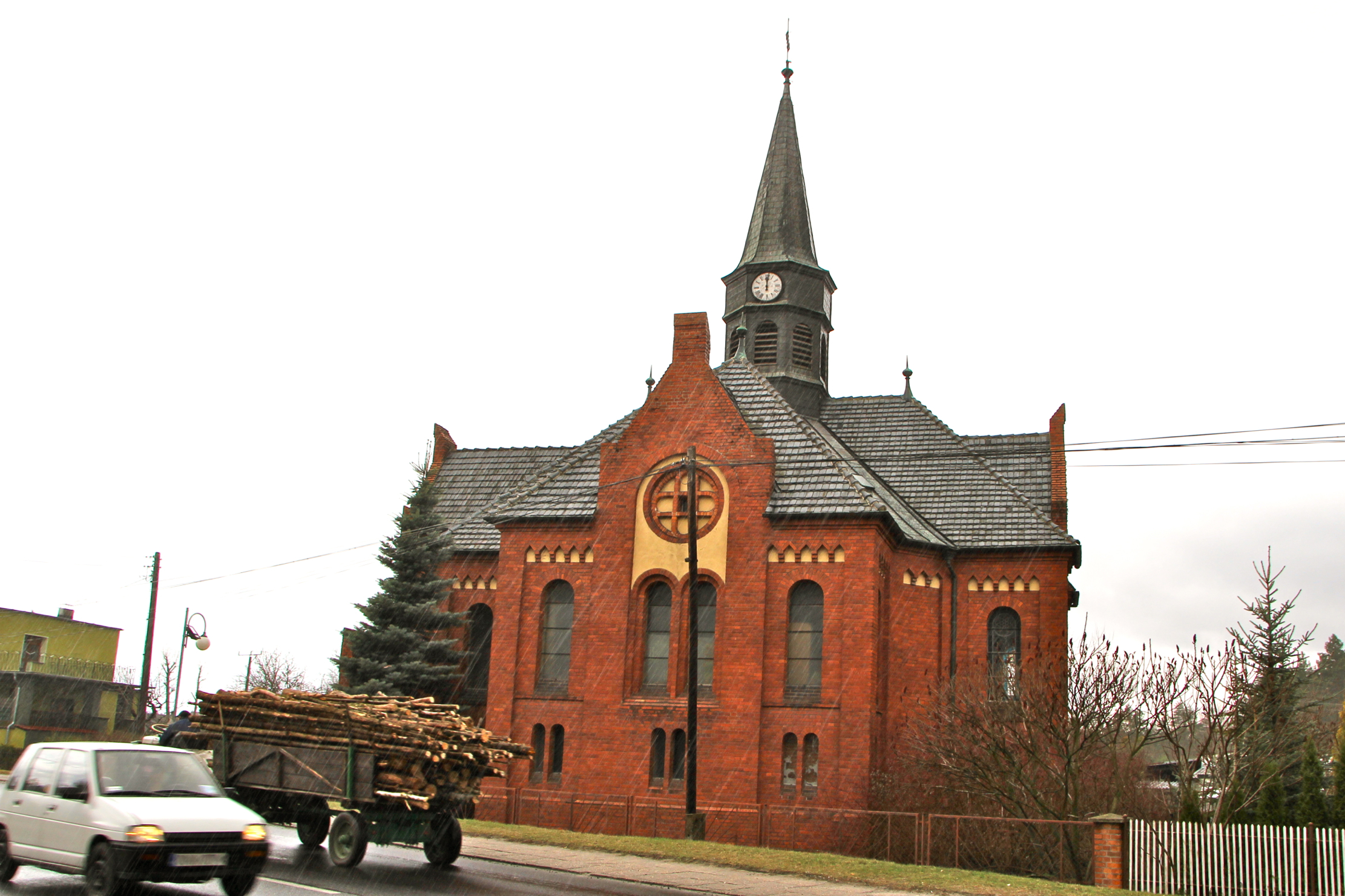
Evangelische Kirche in Kupp

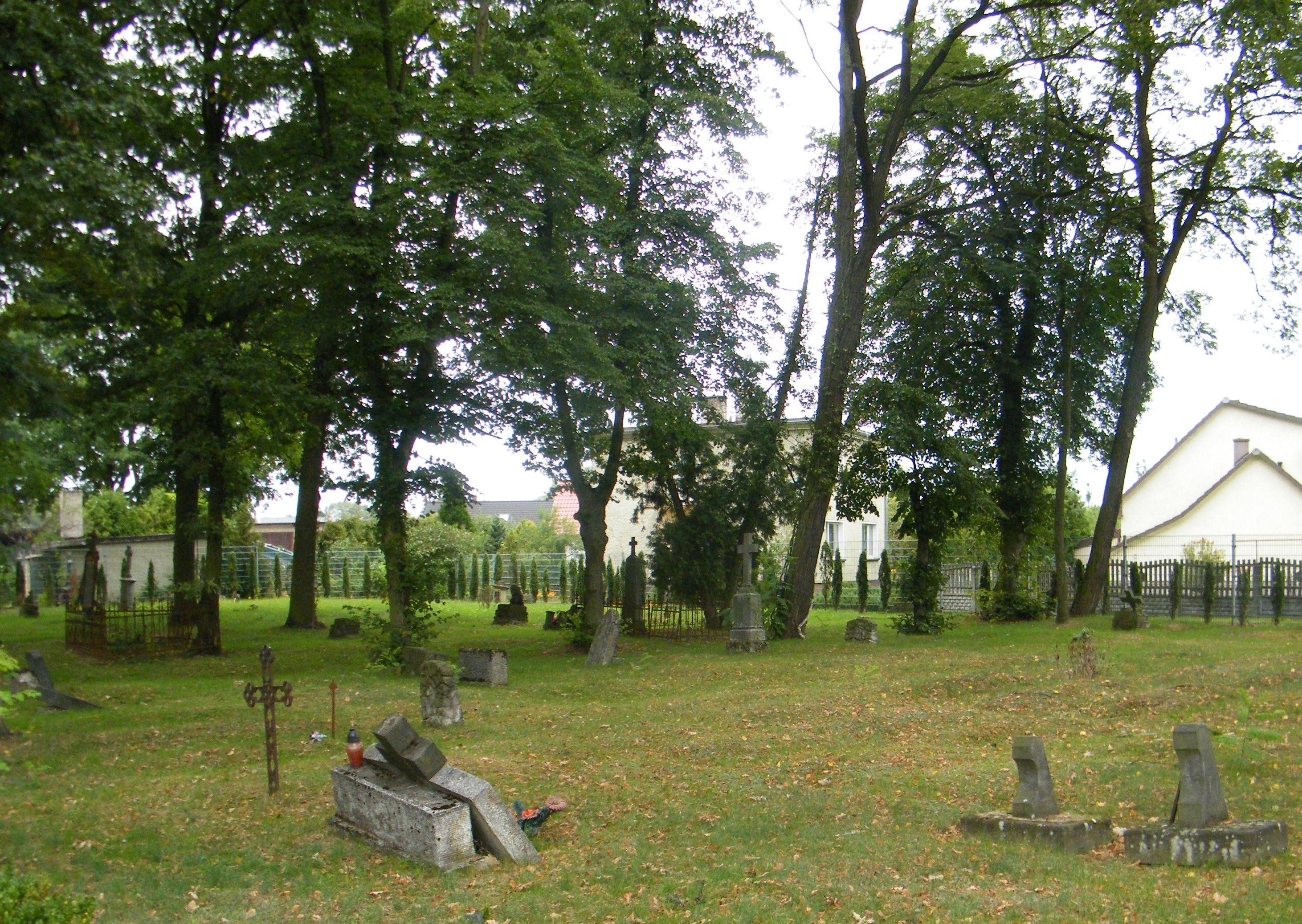
Der evangelische Friedhof

- Die evangelische Kirche aus dem Jahr 1820 mit einer roten Ziegelsteinfassade und einem Dachreiter
- Die neogotische katholische Kirche aus dem Jahr 1897, eingeweiht am 10. November 1898
- zwei Bildstöcke
- Nepomukstatue
- Der evangelische Friedhof

## Vereine
- Deutscher Freundschaftskreis

## Persönlichkeiten
- Julius Maximilian Schottky (1797–1849), deutscher Schriftsteller und Volkskundler
- Franz Zdralek (1894–1970), deutscher Jurist und Politiker